# Comiso (Ragusa)
Comiso (AFI: /ˈkɔ.mi.sɔ/; u Còmmisu in Siciliano) es un municipio y localidad italiana de la antigua provincia de Ragusa, en la región de Sicilia. Tiene una población de 30 092 habitantes (ISTAT 2024).

## Orígenes del nombre
En el pasado se afirmaba que la actual Comiso coincidía con la antigua Casmene, una subcolonia siracusana de la que se sabe poco. Las fuentes que se refieren a la ubicación de este asentamiento, apoyadas por diversos descubrimientos arqueológicos realizados en la zona y especialmente en sus alrededores, han sugerido de hecho que la Casmene original se encontraba en el «Cozzo di Apollo», una colina de los montes Ibleos situada justo encima de Comiso.
A principios del siglo XX, el arqueólogo Paolo Orsi arrojó luz sobre el origen de Casmene, que identificó definitivamente cerca del monte Casale, en Buscemi, junto al monte Lauro (del latín laurus, que significa «laurel», uno de los símbolos del dios Apolo).
La idea de que el nombre de Casmene se haya conservado, a través de elaboradas modificaciones, en el nombre actual de Comiso encuentra espacio en los escritos poligráficos de un erudito jesuita de Comiso, P. Biagio La Leta, que explica la variación a través de un fenómeno de metátesis cualitativa que llevaría de Casmene a la fonética y ortografía, primero de Camsene y de ésta, gradualmente, de Camese y luego de Comiso. 
Cabe señalar que ya en el siglo XVII, la ciudad se denomina Ihomisus Casmenarum en los documentos, lo que deja aún más dudas al respecto. Hay que señalar, sin embargo, que este tipo de reconstrucción lingüística está muy alejada de los cambios más comunes en la fonología y morfología del siciliano.
Precisamente por estas incoherencias, esta referencia histórica se parece más a un intento de reconstrucción paretimológica, es decir, bastante arbitraria, típica de muchos autores del pasado, además del hecho evidente de que choca con los descubrimientos arqueológicos posteriores de Orsi.
Así pues, también se han formulado hipótesis sobre otros orígenes del nombre, a menudo basadas en raíces árabes o greco-bizantinas inciertas de dudosa reconstrucción fonomorfológica. Una de ellas sostendría que el nombre de la antigua ciudad seguía siendo más o menos idéntico al que se conoce hoy, derivado bien de un antiguo origen prehelénico, bien precisamente de una voz griega en relación con κώμη (kṓmē) (que significa «aldea o ciudad sin murallas» o «barrio de una ciudad») o con kομίζω en el sentido de «refugio». Esta última hipótesis es, al mismo tiempo, suficientemente tenue debido a la definición lexicográfica dada del verbo κομίζω (komízō) que significa «cuidar» o «llevar».
También parece que bajo el Imperio romano el nombre de esta colonia era Jhomisus, que bajo los bizantinos pasó a ser Comicio en honor a su patria Comizo. Otras tesis afirman que el nombre Comiso es de origen árabe y han ofrecido diversas explicaciones, no siempre impecables: de jomes o yomiso (cabeza de agua)o kom (colina, montículo) y de nuevo koms o hums (quinta parte de tierra confiscada), como Homs en Libia.
Las diversas transcripciones del pasado dan cuenta, como es habitual, de otras formas históricas Comiciana, Comicini y Comicio, hasta llegar a la forma final de Comiso, que aparece por primera vez en época normanda.
En dialecto siciliano, se denomina comúnmente U Còmmisu; a sus habitantes se les llama cumisari.

## Historia

### De los orígenes a la Cabrera
Las primeras huellas de asentamientos humanos en el territorio de Comiso aparecen en el Eneolítico, a lo largo de las colinas Hyblean, donde se desarrollaron las primeras aldeas de poblaciones italo-sículas. En la actualidad, se conservan una serie de abrigos en cuevas y celdas en los montes Monterace, Monteracello, Monte Tabbuto, Cozzo Apollo y Cava Porcaro. Aguas abajo, en cambio, se desarrollaron asentamientos de tipo cabaña-refugio. La presencia de unas termas cerca del manantial de la Diana que datan del siglo II atestigua la presencia de un asentamiento en torno al manantial desde la época romana. De hecho, se cree que el lugar estuvo poblado por habitantes que escaparon de la destrucción de Kasmenai durante la expedición punitiva del cónsul romano Marcelo en 212 a. C.
Con la llegada de los bizantinos y el establecimiento del poder religioso del Imperio de Oriente en Siracusa (330 d. C.), comenzaron a construirse numerosas iglesias. En la época bizantina, la aldea de Comicio se concentraba en torno a las dos iglesias de S. Biagio y S. Nicola, y durante este periodo se dotó de fuertes y torres de defensa. Hacia 827, la invasión árabe puso a prueba la aldea.  En la época normanda se construyeron murallas de piedra seca, que aún hoy caracterizan el paisaje de colinas. La Comiso medieval se enriqueció con nuevas calles urbanas e iglesias, entre ellas la iglesia de la Misericordia, que aún se conserva. En 1393 Comiso pasó a formar parte del condado de Módica, asignado a la familia Cabrera, hasta que en 1453, debido a una crisis económica, lo vendieron a Periconio II Naselli.

### El Señorío Naselli (1453 a 1816)
Bajo los príncipes Naselli, Comiso conoció un periodo de renacimiento y esplendor, que culminó en 1571, cuando Gaspare II elevó el «Baronato» de Comiso a «Contea». Durante el Renacimiento, la ciudad se enriqueció con importantes iglesias, numerosos conventos y monasterios, una sede judicial, que tenía su sede en el castillo Naselli, un hospital público, conocido como Monte di Pietà, junto a la pequeña iglesia de la Misericordia, y una fábrica de papel. A partir de 1608, numerosas familias de Comisano emigraron a la cercana Vittoria, que acababa de ser fundada por Vittoria Colonna de Cabrera.
En la primera mitad del siglo XVII, el padre Pietro Palazzo, hombre de santas virtudes, trabajó en Comiso para promover el crecimiento cultural y religioso de la ciudad. Gracias también a su labor, surgieron varios conventos y monasterios que proporcionaron educación a generaciones enteras. En 1693, el desastroso terremoto que afectó a toda la Val di Noto arrasó las principales iglesias de la ciudad y causó 90 muertos. Con la supresión del feudalismo en Sicilia, ordenada por Fernando de Borbón en 1816, Baldassarre VII Naselli perdió definitivamente el gobierno de la ciudad.

### La República Independiente de Comiso
A finales de 1944, estalló una revuelta en muchas ciudades de Sicilia contra el llamamiento a las armas del gobierno de Pietro Badoglio. La revuelta se vio alimentada por los rumores generalizados de que los reclutas podían incluso ser enviados a luchar en Extremo Oriente para apoyar los intereses angloamericanos. En los muros de las ciudades aparecieron las inscripciones: «No os presentéis», «Presentarse significa servir a los Saboya». Así comenzaron los llamados levantamientos del «No os vayáis». Tras ser asediado por los manifestantes, el prefecto de Palermo, Pampillonia, solicitó la intervención del Ejército Real, responsable de la muerte y lesiones de numerosas personas.
Comiso se convirtió en el centro de estos escenarios insurreccionales, hasta el punto de que el 6 de enero de 1945 se proclamó la «República de Comiso», regida por un gobierno popular, con un comité de salud pública, brigadas de orden interno y distribución de alimentos a precios de consorcio. Comiso disfrutó así de su independencia durante una semana, hasta que el 11 de enero el general Brisotto rodeó la ciudad, amenazando con bombardeos aéreos si Comiso no se rendía. También gracias a la mediación del clero de la ciudad, los insurgentes se rindieron. A pesar de los acuerdos alcanzados, todos los rebeldes, unos 300, fueron detenidos y confinados en Ustica y Lipari, para ser amnistiados en 1946 con la proclamación de la República Italiana. Benito Mussolini, presidente de facto de la República Social Italiana, concedió la Medalla de Plata a la República Independiente de Comiso.

### De la posguerra a nuestros días
Los principales acontecimientos históricos desde la posguerra hasta nuestros días están estrechamente ligados a la historia del aeropuerto de Comiso. El 7 de agosto de 1981, el gobierno de Spadolini tomó la decisión de ubicar en el antiguo aeropuerto de Comiso una base de la OTAN con 112 misiles «Crucero» dotados de armamento nuclear. La ciudad de Comiso se encontró de repente en el centro de los intereses y controversias políticas internacionales, lo que atrajo a la ciudad a numerosos políticos nacionales. Giacomo Cagnes, exalcalde de la ciudad y miembro destacado del PCI, lidera el movimiento local antimisiles, mientras que la administración municipal, dirigida por Salvatore Catalano, está a favor de la decisión del gobierno. Pio La Torre intervino varias veces para dar mayor impulso al movimiento pacifista.
El 4 de abril de 1982 se organiza una gran manifestación en Comiso, que atrae a más de cien mil personas de toda Italia, pertenecientes a diversos movimientos pacifistas. Ese mismo año comienzan las obras de construcción de la base de la OTAN. El 5 de mayo de 1983 llegaron los primeros 225 soldados estadounidenses. En el verano de 1983 creció la tensión entre la policía y los pacifistas, que habían acampado en los alrededores del aeropuerto; decenas de manifestantes resultaron heridos, otros fueron detenidos.
Fueron años de continuas manifestaciones y enfrentamientos, hasta que en 1986 comenzaron a desmovilizarse los campamentos al aire libre de los pacifistas. En el plano internacional, la llegada de Gorbačëv inauguró una nueva política de distensión y paz entre las dos potencias mundiales, que culminó en 1987, cuando se firmó el acuerdo entre Reagan y Gorbačëv sobre la reducción de los euromisiles, declarando el desmantelamiento de todas las bases europeas en los 10 años siguientes, incluida la de Comiso.
En 1991, la última batería «Crucero» abandonó la ciudad, cerrando así un importante capítulo de su historia. Los focos nacionales volvieron a Comiso en 1999, año en que más de 5.000 refugiados kosovares, que habían huido del estallido del conflicto armado y la limpieza étnica contra ellos, fueron acogidos en las instalaciones de la antigua base de la OTAN como parte de la «misión Arcobaleno». Con este motivo, Comiso pasa a llamarse «Ciudad de la Paz».

### Símbolos
El escudo del Ayuntamiento de Comiso representa a la diosa Diana sentada sobre una jarra volcada y colocada sobre la fuente a ella dedicada, y con la inscripción «Post Casmenarum fata nitida resurgo» («Tras la destrucción de Casmene splendida rinasco»; el lema se incluye en el pendón en el siglo XV) para subrayar el origen de la ciudad de Comiso a partir de la antigua Casmene. Aquí se muestran, respectivamente, el que sigue el blasón oficial y el utilizado por el municipio.
El gonfalone es un paño ribeteado en azul y blanco cargado con el escudo que sigue el blasón oficial.

### Arquitectura religiosa

#### Basílica Madre Iglesia Santa Maria delle Stelle
La iglesia Madre de Comiso fue construida en el siglo XV, sobre un templo preexistente de traza chiaramontesa, dedicado a Santa Maria del Mulino, por su proximidad al antiguo molino. Tras el desastroso terremoto de 1693, fue destruida y reconstruida en 1699 gracias a la generosa contribución del conde Baldassarre IV Naselli. De la construcción original sólo quedan los pilares y el arco apuntado de la nave. La cúpula, de estilo neogótico, se terminó en 1894, mientras que el campanario no se terminó hasta 1936, obra del ingeniero Santoro Secolo. En el interior, se puede admirar: un bello techo de madera de Antonio Iberti, conocido como Barbalonga de Mesina; una estatua de mármol de la Madonna del Carmelo, atribuida a la escuela de la familia Gagini; el altar mayor de mármol policromado y lapislázuli; el monumento funerario de Baldassarre V Naselli.

#### Basílica Maria SS. Annunziata
La iglesia se reconstruyó y amplió sobre la iglesia bizantina de San Nicolás ya existente y se terminó en 1591. Debido al terremoto de 1693, el templo sufrió daños, pero fue reconstruido en estilo neoclásico entre 1772 y 1793 según un diseño del arquitecto G. B. Cascione Vaccarini, sobrino del arquitecto palermitano G. B. Vaccarini. La cúpula, diseñada por el arquitecto de Comisano S. Girlando, se terminó en 1885. Situada en lo alto de una escalinata escénica, la iglesia tiene planta de cruz latina y está dividida en tres naves, con una bóveda de cañón sostenida por 10 grandes arcos de medio punto. El interior está enriquecido con obras de considerable importancia, entre ellas una estatua de madera policromada de San Nicolás que estudios recientes han datado en la época del siglo I. En el interior se conservan obras de gran importancia, como la estatua de San Nicolás, que según estudios recientes data de la segunda mitad del siglo XVI, dos lienzos de Salvatore Fiume que representan La Resurrección y La Natividad, un crucifijo de madera atribuido a Fray Umile de Petralia del siglo XVII, una valiosa pintura de la Asunción de María, firmada «Narcisus Guidonius», una monumental pila bautismal de mármol y bronce de Mario Rutelli, realizada en 1912 e inaugurada el 15 de agosto de 1913.

#### Santuario de San Francisco de la Inmaculada Concepción
Espléndida joya de la arquitectura Comisana, esta iglesia fue construida bajo la familia Chiaramonte, señores feudales de Comiso, a principios del siglo XIV. La iglesia, Monumento Nacional, tiene una sola nave con cubierta de cerchas descubiertas, ábside de planta cuadrada con cúpula absidial de ocho segmentos sobre penachos alveolados y estalactitas de concha de clara inspiración árabe-gótica. En 1478, el convento de los Frailes Menores se adosó a la iglesia, que presenta un gracioso claustro, cerrado por un sobrio pórtico de espíritu del siglo XV. En su interior encontramos: el monumento funerario de Baldassarre II, conocido como Conte Rosso (atribuido a Antonello Gagini), consistente en un sarcófago, sobre cuya tapa se encuentra una estatua del difunto, tumbado como inmerso en un apacible sueño. El conjunto está coronado por un panel cuadrangular que representa a la Virgen con el Niño; el monumento funerario de Baldassare I, situado detrás del altar mayor; un portal renacentista de piedra local, procedente de la antigua iglesia del Santísimo Cristo; un lienzo que representa a la Virgen Inmaculada; un lienzo que representa a San Plácido, Santa Tecla y San Donato, de autor desconocido.

#### Iglesia de San Blas
Las obras de construcción de la iglesia de la patrona comenzaron en 1500 sobre las ruinas de la antigua iglesia basilical de Abraxia (siglos III-IV), que a su vez se incorporó a las estructuras de la iglesia románica de San Blas el Viejo. La iglesia tenía tres naves con cúpula central, que quedaron completamente destruidas en el terremoto de 1693. En 1700, se reconstruyó con una sola nave, se erigió un pequeño campanario cubierto de finos azulejos esmaltados y se colocó en el exterior una estatua local de piedra del patrón San Blas. La elegante fachada, armoniosamente jalonada por pilastras y hornacinas, domina la imponente escalinata de entrada.

#### Antigua iglesia de Jesús (o de San Filippo Neri)
La iglesia fue erigida por el siervo comisano de Dios Padre Pietro Palazzo en 1616 para albergar a la naciente comunidad de la congregación de los padres filipinos y fue definitivamente desacralizada en 1866 debido a la supresión de las órdenes religiosas. El edificio conserva un valioso techo de madera, atribuido a Olivio Sozzi, con una serie de pinturas que representan escenas de la vida de San Felipe Neri.

#### Iglesia de Santa María de Gracia (también conocida como Iglesia de los Capuchinos)
La iglesia se encuentra en la parte alta de la ciudad, donde antes estaba el convento de los padres capuchinos, antiguo hospital Regina Margherita. La fecha de construcción se da en 1614. El templo tiene una sola nave, de construcción sencilla. Adyacente al templo hay una capilla mortuoria, en la que se conservan los restos embalsamados de frailes y burgueses, entre ellos el cuerpo bien conservado de Gabriele Distabile (conocido como «u Caviraruni»). Su interior alberga obras de considerable interés artístico, entre ellas un bello altar de madera con incrustaciones.

#### Iglesia de San Giuseppe lo Sperso
Llamada San Giusippuzzu por los lugareños, es anterior al terremoto de 1693 y fue reconstruida en 1730 (como demuestra un bajorrelieve de piedra en la puerta de entrada). La iglesia se menciona en varias Sacre Visite Pastorali de 1847 a 1889, y fue restaurada en 1997.

#### Pagodade la Paz
La de Comiso es una de las pocas pagodas construidas en Europa. Fue muy deseada por el reverendo Gyosho Morishita, monje budista que llegó a Comiso en la década de 1980, y se inauguró el 24 de mayo de 1998. Tiene 16 metros de altura y un diámetro de 15 metros y presenta el aspecto clásico de las estupas indias, con su forma de cúpula redonda coronada por un pináculo. Está totalmente revestida de piedra local, de color blanco, lo que le confiere visibilidad para quienes miran desde la ciudad hacia la colina de Canicarao.

### Arquitectura civil

#### El Castillo Naselli d'Aragona
Los primeros datos ciertos sobre el castillo se remontan a 1330, pero en su estructura actual fue construido hacia 1497. El castillo renacentista se construyó sobre un edificio que data sin duda de la época clásica, como demuestran algunos bustos e inscripciones de la época romana, que se incorporaron al nuevo edificio. El edificio perteneció a los distintos señores de Comiso, desde la familia Berlinghieri, la familia Chiaramonte, la familia Cabrera, hasta la familia Naselli, que lo compró en 1453. La parte más antigua del castillo es el Baptisterio dedicado a San Gregorio Magno, con restos de frescos de época bizantina que datan aproximadamente del año 1000. El castillo tiene una torre redonda al norte, que originalmente era una cuba árabe, y una torre cuadrada en el lado este. La parte norte del castillo se caracteriza por una elegante ventana serliana de tres parteluces, que se añadió en 1728; en la logia, las paredes están pintadas al fresco con paisajes y vuelos de aves.

#### Ayuntamiento
El Ayuntamiento se levanta en el lugar donde se encontraban el monasterio y la iglesia de San José y domina la plaza Fonte Diana. Construido entre 1872 y 1887, presenta una fachada neoclásica salpicada de ventanas con frontones curvilíneos y triangulares. En el interior se encuentra una imponente escalera de mármol de Carrara diseñada por el arquitecto Fianchini.

#### Antigua lonja de pescado
El Mercado Viejo se construyó en 1867 según un diseño del arquitecto Fianchini, y en él se vendió pescado y carne hasta mediados del siglo XX. El edificio, caracterizado por elegantes arcadas exteriores e interiores, está embellecido en su interior por una fuente. Hoy alberga el Museo Cívico de Historia Natural y la sede de la Fundación «G. Bufalino».

#### Palacio Occhipinti
Data de 1700. Diseñado por Rosario Gagliardi en estilo barroco tardío.

#### Palacio Iacono-Ciarcià
Supuestamente construido por Gagliardi, domina la plaza de la ciudad con una amplia galería aterrazada, bajo un elegante pórtico (el llamado «archi ri ronna Pippa»).

#### Palacio Trigona di Canicarao
Construido en 1700, sobre un núcleo original del siglo XV, por el arquitecto Rosario Gagliardi. El palacio, encargado por la familia Trigona, marqueses del feudo de Canicarao, como sede residencial y administrativa, domina el amplio valle y la campiña que rodean Comiso. El cuerpo del edificio tiene forma de bloque, con una torre almenada central que se eleva sobre el portal arquivolta. La residencia del señor estaba en los pisos superiores, mientras que los sirvientes y aparceros se alojaban en la planta baja. El conjunto da a un patio interior rectangular cubierto de tejas de basalto.

### Yacimientos arqueológicos

#### Termas romanas de Diana
Se trata de unas termas urbanas construidas entre la Dianae fons y el río Ippari. Fueron estudiadas por primera vez en 1935 por los arqueólogos Biagio Pace y E. Erias y sacadas a la luz en 1989. Alimentados por el manantial de Diana, se originaron en época romana (siglos II-III d. C.) y se utilizaron hasta la época bizantina. Las tres campañas de excavación sacaron a la luz el tepidarium, un gran ninfeo poligonal, un alveus y el calidarium.
También se encontró un refinado suelo de mosaico compuesto por caliza compacta blanca y baldosas de basalto negro que representa a Neptuno, rodeado por dos grupos de nereidas montadas en tritones.

#### Cantera de Porcaro
El yacimiento arqueológico de Cava Porcaro incluye varias cuevas hipogeas con tumbas prehistóricas que datan del Eneolítico.

### Espacios naturales
Parte del territorio municipal se encuentra dentro de la Reserva Natural Orientada del Pino d'Aleppo.

## Sociedad

### Evolución demográfica
En 2008 tenía una población de 30 002 habitantes.
| Gráfica de evolución demográfica de Comiso entre 1861 y 2001 |
|                                                              |
| Fuente ISTAT - Elaboración gráfica por parte de Wikipedia    |

### Grupos étnicos y minorías extranjeras
Según datos del ISTAT a 31 de diciembre de 2021, la población extranjera residente era de 3.148 personas, lo que representa el 10,3 % de la población residente. Las nacionalidades más representadas según su porcentaje sobre el total de la población residente son:
• Túnez 1256- 3,69 %.
• Rumanía 636 - 2,49
• Marruecos 204 - 0,66
• Albania 174 - 0,46 %.

### Lenguas y dialectos
Además de la lengua oficial italiana, en Comiso se habla la lengua siciliana en su variante metafonética suroriental. La riqueza de influencias del siciliano, perteneciente a la familia de las lenguas romances y clasificado en el grupo del extremo sur, deriva de la posición geográfica de la isla, cuya centralidad en el mar Mediterráneo la ha convertido en tierra de conquista para numerosos pueblos que gravitaban en torno al área mediterránea.

### Tradiciones y folclore
La fiesta de Maria SS. Addolorata, venerada en la Catedral de Santa Maria delle Stelle - Iglesia Madre, tiene lugar el tercer domingo de mayo.

## Cultura

### Escuelas

#### Instituto Estatal de Arte "Salvatore Fiume"
Se creó como escuela de arte por Real Decreto en 1907 y desde el principio desempeñó un papel fundamental en la valorización del patrimonio artesanal de Comiso, la «ciudad de la piedra». Entre sus pupitres se formaron muchos nombres ilustres, entre los que destaca el del artista Salvatore Fiume, que da nombre al instituto. Hoy la escuela se ha convertido en el liceo artístico.

#### Instituto de Enseñanza Secundaria Superior «Giosuè Carducci»
En 1902 se fundó en Comiso el Liceo Classico. En la actualidad, el instituto cuenta con cuatro secciones: clásica, científica, comercial/turística y artística.

### Bibliotecas

#### Biblioteca Municipal "F. Stanganelli"
La biblioteca municipal, ubicada actualmente en los locales de la antigua Escuela de Arte, cuenta con unos 55.000 volúmenes, de los cuales 1.177 proceden en su mayoría del cercano oratorio de los Padres Filipinos y del convento de los Padres Capuchinos y datan de los siglos XVI-XVIII.
Se creó formalmente en 1906, pero fue a partir de 1918, gracias al canónigo Flaccavento (conocido como «lo Stanganelli»), cuando la biblioteca recibió un impulso decisivo: el compromiso mostrado por el clérigo hizo que varios ciudadanos donaran libros y publicaciones a la institución, enriqueciendo así la ya importante colección de la biblioteca.

#### Biblioteca «Gesualdo Bufalino»
La biblioteca se encuentra en la sede de la Fundación Bufalino, en la antigua lonja de pescado, lugar donde el escritor pasaba su tiempo libre paseando y conversando con amigos. Además de algunos manuscritos del escritor, aquí se conservan todas sus obras en sus diversas ediciones italianas y extranjeras, su biblioteca privada (una colección de libros de más de 9.000 volúmenes), una pequeña hemeroteca, una colección de cartas, una colección de 600 discos y CD, una videoteca de 350 videocasetes, muchos de ellos grabados por el propio Bufalino, y un archivo fotográfico.

#### Museos
El Museo Municipal de Historia Natural, creado en 1991, está ubicado en la antigua lonja, donde se encuentra la Sección de Cetáceos y Tortugas Marinas; la Sección Paleontológica y la Sección Zoológica están en la primera planta de la antigua Escuela de Arte. El museo cuenta con unos 10.000 especímenes fósiles de diversos invertebrados y vertebrados del Cuaternario siciliano. También hay unos 100 minerales sicilianos, así como varios miles de conchas, insectos, una importante colección de crustáceos y peces mediterráneos, varios reptiles, aves, mamíferos terrestres y marinos naturalizados y diversas preparaciones osteológicas.

## Economía

### Agricultura
De la zona de Comisana procede una variedad de oveja (llamada Comisana), caracterizada por un hocico rojizo y un apéndice caudal graso característico.

### Artesanía
Destacan el «sfilato comisano» y el trabajo de la piedra de Comiso.

## Infraestructuras y transportes

### Aeropuerto
El aeropuerto de Comiso, construido durante el periodo fascista y convertido de base militar en el moderno aeropuerto civil «Vincenzo Magliocco», se encuentra en el municipio; posteriormente recibió el nombre de Pio La Torre.

### Ferrocarriles
El municipio cuenta con la estación homónima de la línea Caltanissetta Xirbi-Gela-Siracusa.